# Ice Road: Vengeance
Pour les articles homonymes, voir Vengeance (homonymie).
Série
Ice Road
(2021)
Pour plus de détails, voir Fiche technique et Distribution.
Ice Road: Vengeance est un film américain écrit et réalisé par Jonathan Hensleigh et sorti en 2025. C'est la suite du film Ice Road, du même réalisateur, sorti en 2021. Liam Neeson reprend son rôle de Mike McCann, aux côtés de Bernard Curry, Geoff Morrell et Grace O'Sullivan.
Ce thriller d'action est une coproduction de Code Entertainment, ShivHans Pictures et EMA.

## Fiche technique
Sauf indication contraire, les informations mentionnées dans cette section peuvent être confirmées par les bases de données cinématographiques IMDb et Allociné,  présentes dans la section « Liens externes ».
- Titre original : Ice Road: Vengeance
- Titre de travail : Ice Road 2: Road to the Sky
- Réalisation et scénario : Jonathan Hensleigh[1]
- Photographie : Tom Stern
- Musique : Michael Yezerski
- Décors : Penny Southgate
- Costumes : Renu Yadav
- Production : Al Corley, Bart Rosenblatt, Eugene Musso, Shivani Rawat, Jonathan Hensleigh, Lee Nelson et David Tish[2]
- Sociétés de production : Code Entertainment, ShivHans Pictures, Envision Media Arts[1]
- Société de distribution : Vertical (États-Unis), Prime Video (Monde)
- Pays de production :  États-Unis
- Langue originale : anglais
- Format : couleur
- Genre : Thriller d'action
- Dates de sortie :
  - États-Unis : 27 juin 2025 (en salles)

## Distribution
- Liam Neeson : Mike McCann
- Bernard Curry (en)
- Geoff Morrell
- Grace O'Sullivan
- Fan Bingbing : Dhani

## Production

### Genèse et développement
En avril 2023, Deadline Hollywood annonce que Jonathan Hensleigh va donner une suite à son film Ice Road, dans laquelle Liam Neeson reprend le rôle de Mike McCann : « J'ai hâte de raconter ce prochain chapitre de la saga Ice Road », déclare le scénariste-réalisateur Jonathan Hensleigh. Et ce malgré l'échec commercial du premier opus, qui n'avait attiré que 80 000 spectateurs dans les salles en France et qui n'avait rapporté que 7,5 millions de dollars au box-office mondial selon IMDb.
En janvier 2024, Variety rapporte que Jonathan Hensleigh commence le tournage du film Ice Road 2: Road to the Sky, dont l'action ne se passe plus au Canada mais au Népal, où Mike McCann se rend pour disperser les cendres de son frère sur le mont Everest,.
Jonathan Hensleigh est également auteur du scénario.
Les producteurs sont Al Corley, Bart Rosenblatt et Eugene Musso de Code, Shivani Rawat de ShivHans, Jonathan Hensleigh, ainsi que Lee Nelson et David Tish d'Envision Media Arts (EMA).
En mai 2023, Deadline annonce que Prime Video s'apprête à préacheter au marché de Cannes pour une somme d’environ 17 millions de dollars les droits internationaux du film, à l'exclusion de l'Allemagne, alors que le film original avait été vendu à Netflix et à d'autres distributeurs internationaux,. Variety annonce également que la distribution est complétée par Bernard Curry, Geoff Morrell et Grace O'Sullivan.*
En juin 2025, la société Vertical acquiert les droits de distribution pour le sol américain et rebaptise le film en Ice Road: Vengeance.

### Tournage
Le tournage débute en janvier 2024 dans l'État de Victoria en Australie, entre autres à Walhalla dans le Gippsland ainsi qu'à Melbourne et dans ses environs,.
La production du film a été attirée à Victoria grâce à des avantages fiscaux du gouvernement fédéral australien. Le tournage engendre par ailleurs la création d'environ 600 emplois aux travailleurs locaux de l'industrie du cinéma et injecte plus de 30 millions de dollars dans l'économie de l'État.